# Lactobacillus amylophilus
Lactobacillus amylophilus è una specie di batterio appartenente alla famiglia delle Lactobacillaceae.